# Oryctanthus alveolatus
Oryctanthus alveolatus là một loài thực vật có hoa trong họ Loranthaceae. Loài này được (Kunth) Kuijt mô tả khoa học đầu tiên năm 1976.